# Ophiomyia chromolaenae
Ophiomyia chromolaenae är en tvåvingeart som beskrevs av Etienne och Martinez 2002. Ophiomyia chromolaenae ingår i släktet Ophiomyia och familjen minerarflugor. Inga underarter finns listade i Catalogue of Life.